# Орало
„Орало“, преименувано на „Земеделие“ (1908), е бивше периодично издание в България за селско стопанство и земеделското движение в страната.
Първоначално излиза като вестник от 1894 г., после като списание от следващата 1895 г. Издава се от 1894 до 1949 г. последователно в: Сливен (1894 – 1895), София (1895 – 1917), Плевен (1917 – 1918), Пловдив (1918: 3 броя), Враца (1918 – 1949).
Изданието е орган на Народното земеделско дружество. Пръв редактор е Янко Забунов. Работи за преустройство на българското селско стопанство, разглежда въпроси от всички браншове на отрасъла. В него се поместват материали за дейността на земеделските дружества и кооперации в България, новости в селскостопанската наука.
След 1915 г. списанието има предимно научно-технически характер. Стреми се към модернизиране на българското земеделско стопанство и защитава интересите на земеделските производители.